# Damon Salvatore
Damon Salvatore a Vámpírnaplók című amerikai fantasy tévéfilmsorozat egyik főszereplője. Élete nagy részét azzal tölti, hogy megtalálja szerelmét; a vámpír Katherine Pierce-et, akinek Elena Gilbert a hasonmása. Közben azon mesterkedik, hogy keresztbe tegyen öccsének, Stefan Salvatorénak. Az első évad vége felé beleszeret Elenába. A második évadban már nem keresi Katherine-t, hanem Elenát próbálja meghódítani, és jobb utakon kezd járni.
És végül sikerrel is jár Elena meghódításában.

## Felvezetés
Damon Salvatore a Vámpírnaplók egyik főszereplője. Damon egy 178 éves, a sorozat elején vámpír, majd ember, mivel fivére, Stefan Salvatore beadta neki a gyógyírt. Most feleségével, Elena Salvatore-val, és a lányával, Stefania Salvatore-val él a városba. Az 1800-as években született, és Mystic Falls gyarmati városában élt testvérével, Stefannal, apjával, Giuseppe Salvatore-val, és anyjával  Lillian Salvatore-val együtt. 1864-ben vált vámpírrá, amikor Katherine Pierce átváltoztatta.

## Első Évad
Az első évadban Damon Stefan ijesztő, idősebb testvéreként jelenik meg. Hazatérése célja, hogy kiszabadítsa a romok alatti kriptába zárt kedvesét, Katherine Pierce-t, és hogy tönkretegye öccse boldogságát, a barátnője, Elena Gilbert megölésével kezdve. De idővel szimpatikussá válik neki Elena, többé nem jelent fenyegetést a lány életére. Damon lassacskán kedvesebbé válik a többi karakterrel szemben, néha együttérzés jeleit mutatja , például törli Jeremy vámpírokról szóló emlékeit és a Vicki Donovan halála általi szenvedését, így Jeremy normálisan éli tovább az életét. Mikor sikerül kinyitni a kriptát, kiderül, hogy Katherine nincs ott. Damon időközben beleszeret az öccse barátnőjébe. Az évad végén majdnem meghal a John Gilbert által működésbe hozott szerkezet miatt, amit a néhai Jonathan Gilbert talált fel, hogy bevesse a vámpírok ellen. Bonnie, Elena, és Stefan segítségével végül megmenekül. A történtek után Damon hazakíséri Elenát, köszönetet mond a segítségéért, és megcsókolja a lányt. Később kiderül, hogy nem Elenát csókolta meg, hanem Katherine Pierce-t. Ez  megmutatja, hogy még képes emberi érzelmeket érezni, mint például a fájdalom és a szeretet.